# Музеј Орсе
Музеј Орсе (фр. Le musée d'Orsay), углавном погрешно транскрибован као Орсеј, француски је национални музеј у Паризу, на левој обали Сене, у 7. арондисману. 
Колекције музеја Орсе репрезентују западно сликарство и скулптуру из периода 1848—1914, али и декоративне уметности, фотографију и архитектуру. Париски Музеј Лувр излаже дела из периода пре 1848, док Музеј савремене уметности (Центар Жорж Помпиду) излаже новију уметност. Најзначајнији део колекције чини збирка импресионистичког сликарства, при чему овај музеј поседује највреднију колекцију ове уметности у свету. Музеј Орсе повремено организује специјалне изложбе које су посвећене појединим уметничким правцима, уметницима или питањима из теорије уметности.
Зграда музеја Орсе некада је била железничка станица Орсе. Оригиналну грађевину из 1898. је пројектовао Виктор Лалу. Она је реконструисана 1983—1986. и адаптирана за потребе музеја. У згради је створено 20.000 m² изложбеног простора на 4 спрата. Нови музеј је отворио француски председник Франсоа Митеран 1. децембра 1986.
Музеј је 2022. имао 3,2 милиона посетилаца, у односу на 1,4 милиона у 2021. Био је шести најпосећенији музеј уметности у свету 2022. и други најпосећенији музеј уметности у Француској, после Лувра.

## Историја
Зграда музеја је првобитно била железничка станица, Гeар Орсe, изграђена за Железницu од Париза до Орлеанса и завршена на време за Светску изложбу 1900 према дизајну три архитекте: Лусјан Магне, Емил Бенард и Виктор Лалу. Дизајн станице Орсе сматрао се „анахронизмом“. Будући да су возови били толико модерна иновација за то време, архитекте и дизајнери очекивали су зграду која ће отелотворити модерне особине овог новог начина превоза. Станица Орсе је уместо тога била прожета инспирацијом из прошлости за концепт фасаде до те мере да је то прикривало најсавременију технологију изнутра. То је био терминус железнице југозападне Француске до 1939. године.
До 1939. године кратке платформе станице постале су неприкладне за дуже возове који су почели да се користе за главне линије. Након 1939. године, станица је кориштена за приградски саобраћај, а део је постао поштански центар током Другог светског рата. Затим је кориштена као сет за неколико филмова, попут Кафкиног Суђења, који је адаптирао Орсон Велс, и као уточиште Позоришне компаније Рено-Баро и за одржавање аукција, док се Хотел Друро обнављао.
Седамдесетих година започети су радови на изградњи тунела дужине 1 км испод станице као део стварања линије Ц Регионалне екпресне мреже са новом станицом испод старе станице. Године 1970, издата је дозвола за рушење станице, али се Жак Дуамел, министар за културна питања, успротивио плановима да се уместо изгради нови хотел. Станица је стављена на допунску листу историјских споменика и коначно стављена на списак споменика 1978. године. Предлог да се станица претвори у музеј дошао је од дирекције Музеја Француске. Идеја је била да се изгради музеј који ће премостити јаз између Лувра и Националног музеја модерне уметности у Центру Жорж Помпиду. План је прихватио Жорж Помпиду и студија је наручена 1974. Године 1978, организовано је такмичење за дизајн новог музеја. АЦТ Архитектура, тим од троје младих архитеката (Пјер Колбол, Рено Бардон и Жан-Пол Пилипо), добио је уговор који је подразумевао стварање 20,000 m2 (215,28 sq ft) новог простора на четири спрата. Грађевинске радове је извело предузеће Буиг. Године 1981, италијански архитекта Гае Ауленти је изабрана за дизајн ентеријера, укључујући унутрашњи распоред, декорацију, намештај и опрему музеја. У јулу 1986. музеј је био спреман да прими своје експонате. Требало је шест месеци да се постави око 2000 слика, 600 скулптура и других дела. Музеј је званично отворио у децембру 1986. године тадашњи председник Франсоа Митеран.
Од 2020. године, Музеј Орсе би требало да претрпи радикалну трансформацију током следеће деценије, коју делимично финансира анонимни амерички покровитељ који је донирао 20 милиона евра за пројекат зграде познат као Широм отворени Орсе (Orsay Grand Ouvert). Поклон је достављен преко Америчких пријатеља Музеја Орсе.
Трг поред музеја приказује шест бронзаних алегоријских скулптуралних група у низу, првобитно произведених за Универзалну експозицију:
- Јужна Америка уметника Еме Миле
- Азија уметника Александра Фалгера
- Океанија уметника Матјурена Моро
- Европа уметника Александра Шеневерка
- Северна Америка уметника Ернест-Ежена Иола
- Африка уметника Ежена Делапланша

## Колекција
Међу најпознатијим делима изложеним у Музеју Орсе су Манеова „Олимпија“ и „Доручак на трави“, Реноаров „Мулен де ла Галет“, Ван Гогов „Аутопортрет“, дела Родена, Монеа, Дегаа, Курбеа и других.

### Заступљени уметнички правци
- Реализам
- Академизам
- Прерафаелитско сликарство
- Барбизонска школа
- Импресионизам
- Постимпресионизам
- Неоимпресионизам
- Фовизам
- Арт нуво
- Набизам
- Симболизам
- Натурализам

## Галерија
- Ежен Делакроа, Лов на лавове, око 1854
- Гистав Курбе, Сликарски атеље  (L'Atelier du peintre): Реална алегорија седмогодишње фазе у мом уметничком и моралном животу, 1855
- Жан-Огист-Доминик Енгр, Извор, 1856
- Жан-Франсоа Мије, Пабирчење, 1857
- Едуар Мане, Олимпија, 1863
- Клод Моне, Ручак на трави , (десна секција), обухвата Гистава Курбеа, 1865-1866
- Пол Сезан, Портрет Ашила Емперера, 1868[18][19]
- Ежен Буден, Купачи на плажи у Трувилу , 1869
- Џејмс Макнил Вислер, Вистлерова мајка, 1871
- Густав Кајбот, Подни планери (Подни стругачи), 1875
- Едгар Дега, Чаша апсинта, 1876
- Пјер Огист Реноар, Плес на селу (Алина Шариго и Пол Лот), 1883
- Пол Серизје, Талисман/Le Talisman, 1888
- Самопортрет (1889) дело Винсент ван Гога
- Винсент ван Гог, Црква у Оверу, 1890
- Пол Гоген, Тахићанке на плажи, 1891
- Жорж-Пјер Сера, Циркус, 1891
- Пол Гоген, Овири (дивљи), 1894
- Жорж Лакомб, Постојање, 1894–1896
- Албер Лебур, Париз, брава ковнице новца. Зимско сунце
- Жожеф Рипл-Ронај, Жена са цветом, 1891
- Луиза Катерина Бреслау, Портрет Хенрија Дејвисона, 1880.
- Хоакин Сорола, Риболовна тура , 1894
- Африка сликара Ежен Делапланш,1878